# Mormonizm na Filipinach
Mormonizm na Filipinach – obecność i struktury wyznań należących do ruchu świętych w dniach ostatnich na Filipinach.

## Kościół Jezusa Chrystusa Świętych w Dniach Ostatnich
Obecność tej tradycji religijnej na terytorium Filipin sięga wprawdzie wojny amerykańsko-hiszpańskiej z 1898, jednak pierwsze trwałe struktury mormońskie pojawiły się na archipelagu dopiero w połowie lat 40. XX wieku. Kościół Jezusa Chrystusa Świętych w Dniach Ostatnich, największa denominacja świętych, doświadczała szybkiego wzrostu w kraju szczególnie od przełomu lat 60. i 70. XX wieku. W czerwcu 1992 w skład władz naczelnych tego kościoła powołano pierwszego Filipińczyka, Augusto A. Lima. W 1999 na Filipinach funkcjonowało trzynaście misji, w XXI wieku liczba ta wzrosła do przeszło 20. Kraj jest jednym z krajów z największą populacją członków Kościoła, przekraczającą 800 tysięcy wiernych. Na archipelagu funkcjonują także trzy mormońskie świątynie.

## Społeczność Chrystusa
Wierni zrzeszeni w Kościele Jezusa Chrystusa Świętych w Dniach Ostatnich nie stanowią jednak jedynych filipińskich wyznawców mormonizmu. Od lat 60. XX stulecia swych wiernych na archipelagu ma też Społeczność Chrystusa. Do 2001 znana ona była jako Zreorganizowany Kościół Jezusa Chrystusa Świętych w Dniach Ostatnich. 

## Inne denominacje mormońskie
Na Filipinach funkcjonuje także szereg innych, relatywnie niewielkich kościołów odwołujących się w swojej doktrynie do nauk Josepha Smitha. Swych wiernych na archipelagu ma także Kościół Jezusa Chrystusa, relatywnie niewielka wspólnota, której członków nazywa się niekiedy bikertonitami. W ekspansję i, co za tym idzie, wysiłki ewangelizacyjne na Filipinach zaangażował się też ze znacznymi sukcesami Kościół Chrystusa – Obszar Świątyni. Członkowie tego Kościoła w potocznym języku określani są jako hedrikici. Światowy Kościół Jezusa Chrystusa, powstała w 1996 denominacja z siedzibą w Independence w stanie Missouri posiada funkcjonującą na Filipinach misję. Kościół Chrystusa z Poselstwem Eliasza, jedna z grup odwołujących się do wcześniejszego kościoła noszącego tę samą nazwę, założona w 1994, również energicznie włączyła się w ewangelizację Filipin. W jej władzach zasiada, jako apostoł, także wierny z archipelagu filipińskiego.
Księga Mormona została przetłumaczona na kilka języków rodzimych dla Filipin. Kościół Jezusa Chrystusa Świętych w Dniach Ostatnich wydał ją w całości w języku tagalskim (1998), ilokańskim (1995), cebuańskim (1998) oraz hiligaynon (2005).

## Mormonizm w filipińskiej kulturze
Mimo relatywnie krótkiej, trwającej w zasadzie tylko kilka dekad obecności mormonizmu na archipelagu filipińskim, tradycja ta wywarła pewien wpływ na miejscową kulturę, znajdując w niej jednocześnie swoje miejsce. Wierni z rodzin wyznających mormonizm chociażby niekiedy nadają swym dzieciom imiona wywodzące się z Księgi Mormona. Rozmaite elementy życia społecznego świętych w dniach ostatnich, realizowane w ramach struktur kościelnych organizacji pomocniczych harmonijnie łączą się z filipińskimi zwyczajami jak również z bogatą i różnorodną miejscową tradycją kulinarną. Obchody świąt Bożego Narodzenia przykładowo często łączą się z wizytami grup kolędników złożonych tak z kościelnej młodzieży jak i z młodych dorosłych stanu wolnego. Podczas przyjęć bożonarodzeniowych w gminach i okręgach podaje się dania oraz przekąski typowe dla kuchni filipińskiej, w tym pancit czy też lumpię.